# Kvasar (pivo)
Kvasar je obchodní značka medového kvasnicového piva vyráběného v rodinném minipivovaru Jiřího Jelínka v Senticích.
Pivo Kvasar se vyrábí klasickou technologií spodního kvašení. Během zrání se do piva za studena přidává pravý včelí med (tj. nedochází tak k poškození zdraví prospěšných látek, které jsou obsaženy v medu). Vyzrálý ležák se stáčí bez filtrace do 1,5 l PET lahví.
Kvasar se vaří ve čtyřech variantách:
- Patnáctka – speciální světlé nefiltrované pivo s přídavkem medu v původní mladině
- Třináctka – speciální tmavé nefiltrované pivo s přídavkem medu v původní mladině
- Dvanáctka – světlý ležák, nefiltrované pivo s přídavkem medu v původní mladině
- Desítka – konzumní světlé nefiltrované pivo s přídavkem medu

Pivovar Kvasar vyrábí i originální pivní limonádu Kvasarku – bez obsahu alkoholu, s pěnou.
Výstav minipivovaru Kvasar činil v roce 2010 přes 800 hl piva.
Pivo Kvasar vyrábí v licenci také pivovar Černá Hora jako čtrnáctku, která je pasterizovaná a plní se do 0,5l skleněných lahví a do sudů.

## Ocenění
Od roku 2011 je pivo Kvasar 15° držitelem ocenění Regionální potravina Jihomoravského kraje a Zlatá Chuť jižní Moravy.
V tomtéž roce obsadilo pivo Kvasar na 5. setkání sládků malých pivovarů ve Zvíkovském Podhradí 1. místo v kategorii „světlý speciál“.